# Ypu
Ypu é um bairro da Zona Sul do município brasileiro de Nova Friburgo, estado do Rio de Janeiro.
Bairro criado pelo Projeto de Lei 4.488/09, que oficializou os nomes dos bairros de Nova Friburgo do 1º e 6º distritos. O projeto foi sancionado pelo prefeito Heródoto Bento de Mello e tornou-se a Lei Municipal número 3.792/09.
O Bairro possui a estrada onde até os anos 60 foi ferrovia da extinta Leopoldina.

## História
Historicamente, o bairro surge a partir das vilas operárias da Fábrica Ypu Artefatos de Tecidos e Couro em Metal S/A. Além das moradias dos operários, outras partes do bairro também tem suas origens no parque industrial da fábrica Ypu, que incluia a residência do gerente Emil Cleff, assim como estabelecimentos para atividades sociais e esportivas sob a Recreativa Ypu criada em 1944. Após uma mudança na gerência nos anos 80, a fábrica Ypu começou a sofrer de dificuldades financeiras, teve suas atividades encerradas por volta de 1990 (período de forte atividade), e enfim foi leiloada em 2011. O parque industrial, um tempo símbolo da prosperidade económica da cidade, hoje se encontra em estado de abandono.

## Atualidade
O bairro fica a dez minutos a pé do principal centro comercial de Nova Friburgo, a Avenida Alberto Braune. O local é considerado tranquilo. O bairro tem variado comércio, que atende a quem mora nos arredores – parte dos bairros Perissê e Vila Guarani – e também quem trabalha nas muitas empresas, confecções, oficinas mecânicas e empresas situadas ao longo da Rua Coronel Zamith e Avenida Emil Cleff.
A Rua Maximilian Falck, em frente à Fábrica Ypu, é usada pelas autoescolas do município. No local também são realizadas as provas para primeira habilitação do Detran. A antiga linha férrea da Leopoldina fica na extensão da rua Maximilian Falck.
Alguns anexos do prédio da Fábrica Ypu já são ocupados por galpões de indústrias, transportadoras de cargas e academias de ginástica, horto florestal e casa de festas, além da sede da Associação dos Diabéticos de Nova Friburgo (Adinf). Juntos, atraem maior movimentação de pessoas e trânsito ao Bairro Ypu. Mas o cartão de visitas do bairro é a entrada urbana de Nova Friburgo: o tradicional mercado das flores, que dá um multicolorido à localidade, perto da quadra da escola de samba Unidos da Saudade, na subida do Viaduto Geremias de Mattos Fontes.